# Logan Fontaine
Logan Fontaine (Argentan, 25 de marzo de 1999) es un deportista francés que compite en natación, en las modalidades de piscina y aguas abiertas.
Ganó tres medallas en el Campeonato Mundial de Natación entre los años 2017 y 2024, una medalla de bronce en el Campeonato Mundial de Natación en Piscina Corta de 2022 y siete medallas en el Campeonato Europeo de Natación, en los años 2018 y 2025.
Participó en los Juegos Olímpicos de París 2024, ocupando el quinto lugar en la prueba de 10 km.

## Palmarés internacional
| Campeonato Mundial | Campeonato Mundial      | Campeonato Mundial | Campeonato Mundial |
| Año                | Lugar                   | Medalla            | Prueba             |
| ------------------ | ----------------------- | ------------------ | ------------------ |
| 2017               | Budapest (Hungría)      | Medalla de oro     | Equipo mixto       |
| 2019               | Gwangju (Corea del Sur) | Medalla de plata   | 5 km               |
| 2024               | Doha (Catar)            | Medalla de oro     | 5 km               |
| Campeonato Europeo |                         |                    |                    |
| Año                | Lugar                   | Medalla            | Prueba             |
| 2018               | Glasgow (Reino Unido)   | Medalla de bronce  | 5 km               |
| 2022               | Roma (Italia)           | Medalla de bronce  | 5 km               |
| 2022               | Roma (Italia)           | Medalla de bronce  | 10 km              |
| 2022               | Roma (Italia)           | Medalla de bronce  | Equipo mixto       |
| 2025               | Stari Grad (Croacia)    | Medalla de plata   | 3 km eliminación   |
| 2025               | Stari Grad (Croacia)    | Medalla de plata   | 10 km              |
| 2025               | Stari Grad (Croacia)    | Medalla de bronce  | Equipo mixto       |

| Campeonato Mundial en Piscina Corta | Campeonato Mundial en Piscina Corta | Campeonato Mundial en Piscina Corta | Campeonato Mundial en Piscina Corta |
| Año                                 | Lugar                               | Medalla                             | Prueba                              |
| ----------------------------------- | ----------------------------------- | ----------------------------------- | ----------------------------------- |
| 2022                                | Melbourne (Australia)               | Medalla de bronce                   | 800 m libre                         |